# Dobrosław Stec
Dobrosław Stec (Lublin, 1930 – 2021. február 17.) lengyel nemzetközi labdarúgó-játékvezető.

## Pályafutása

### Nemzeti játékvezetés
Pályafutása során hazája legfelső szintű labdarúgó-bajnokságának játékvezetője lett. Az aktív nemzeti játékvezetéstől 1978-ban vonult vissza.

### Nemzetközi játékvezetés
A Lengyel labdarúgó-szövetség Játékvezető Bizottsága (JB) 1975-ben terjesztette fel nemzetközi játékvezetőnek, a Nemzetközi Labdarúgó-szövetség (FIFA) bíróinak keretébe. Több nemzetek közötti válogatott és klubmérkőzést vezetett, vagy működő társának partbíróként segített. Az aktív nemzetközi játékvezetéstől 1978-ban búcsúzott. Válogatott mérkőzéseinek száma: 1.

#### Nemzetközi kupamérkőzések

##### Kupagyőztesek Európa-kupája
| Időpont              | Helyszín                         | Mérkőzés típusa        | Mérkőzés                         | Eredmény | Nézők száma |
| -------------------- | -------------------------------- | ---------------------- | -------------------------------- | -------- | ----------- |
| 1975. szeptember 17. | Rohonci úti stadion, Szombathely | 1975/1976 első forduló | Haladás VSE–Valletta FC (máltai) | 7 : 0    | 18 000      |

## Statisztika

### Nemzetközi válogatott mérkőzése
| #  | Dátum             | Helyszín                          | Hazai | Eredmény | Vendég   | Kiírás     | Gólok | Esemény |
| -- | ----------------- | --------------------------------- | ----- | -------- | -------- | ---------- | ----- | ------- |
| 1. | 1976. április 21. | Cottbus, Stadion der Freundschaft | NDK   | 5 – 0    | Algéria  | barátságos | -     |         |
|    | Összesen          |                                   |       | 1        | mérkőzés |            |       |         |